# Edoardo Landi
Edoardo Landi (San Felice sul Panaro, 1937) è un pittore e scultore italiano tra i cofondatori del Gruppo N ed esponente dell'arte programmata e cinetica.

## Biografia
Edoardo Landi nasce a San Felice sul Panaro, in provincia di Modena, nel 1937. 

Dopo essersi laureato in architettura allo Iuav di Venezia, nel 1959 forma con Alberto Biasi, Ennio Chiggio, Toni Costa e Manfredo Massironi, il Gruppo N a Padova. Il gruppo, che aveva il proprio studio in via San Pietro 3, divenne uno dei centri di riferimento dell'arte cinetica europea, grazie anche ai rapporti con altre note figure della scena artistica italiana, tra cui il Gruppo T,  Piero Manzoni ed Enrico Castellani.
Landi inizia in quegli anni a prendere parte, con gli altri membri del gruppo, ad una serie di importanti mostre che favoriscono ad accrescere la notorietà del gruppo: Arte programmata (1962-65), con varie tappe in Italia, Europa e negli Stati Uniti, la IIIª Biennale di Parigi (1963), la XXXIIª Biennale internazionale d'arte (1964) e la più importante mostra dedicata all'arte cinetica e programmata per dimensioni e successo di pubblico, The Responsive Eye (1965), allestita al MoMA di New York.
Nel 1964 il Gruppo ricevette una lettera anonima (in realtà scritta da tre dei componenti, tra cui lo stesso Landi), che invitava al suo scioglimento. Il gruppo era agitato da incomprensioni individuali, dalle difficoltà a collocarsi all'interno del mercato dell'arte e dalla difficoltà stessa di ricercare collettivamente e si sciolse definitivamente nel 1965. Dopo qualche mese Massironi, Biasi e Landi fondarono il Gruppo N 65, che tentò di proseguire il lavoro collettivo sui temi dell'op art, ma l'esperienza durò appena alcuni mesi.
Negli anni successivi Landi continua la sua attività espositiva. Diverse sono le sue partecipazioni a mostre sia in Italia che all'estero: prende parte, tra le altre, alla mostra Lo spazio dell'immagine a Foligno, a due edizioni della Quadriennale di Roma, nel 1977 e 1999 e alla Biennale del 1995.
Landi ha associato l'attività artistica a quella di insegnante: ha insegnato alla Facoltà di Architettura e alla Scuola di Design del Politecnico di Milano, all'Istituto Europeo di Design di Torino, all'Accademia di Belle Arti di Bergamo e all'Università di Bologna.

## Mostre ed esposizioni

### Collettive
- 1960 : Mostra chiusa. Nessuno è invitato a intervenire, Studio Enne, Padova
- 1961 : 
  - Il Gruppo Enne è contro il culto della personalità e contro il mito della creazione artistica, Studio N, Padova
  - Mostra del pane, Studio N, Padova
  - Nove Tendencije, Muzej suvremene umjetnosti, Zagabria
  - XIIº Premio Lissone Internazionale per la Pittura, Palazzo del Mobile, Lissone
  - Bewogen- Beweging, Stedelijk Museum, Amsterdam, poi Moderna Museet, Stoccolma e Louisiana Museum of Modern Art, Humlebæk
- 1962 : Arte programmata, Negozio Olivetti, Venezia
- 1963 : 
  - Nove Tendencije II, Muzej suvremene umjetnosti, Zagabria
  - IVª Biennale Internazionale d’Arte San Marino, Oltre l’informale, Palazzo del Kursaal, San Marino
  - IIIª Biennale di Parigi, Musée d'art moderne de la Ville de Paris, Parigi
- 1964 : 
  - XXXIIª Biennale internazionale d'arte, Padiglione centrale, Venezia
  - Arte programmata, Royal College of Art, Londra e Florida State University, Tallahassee
  - Nuova Tendenza II, Fondazione Querini Stampalia, Venezia
  - XVº Premio Avezzano, Strutture di visione, Palazzo Torlonia, Avezzano
  - Nouvelle Tendance, Musée des Arts Décoratifs, Parigi
- 1965 : 
  - Recent Acquisitions: Painting and Sculpture, Museum of Modern Art, New York
  - The Responsive Eye, Museum of Modern Art, New York
  - Arte programmata, Museo d'arte della Carolina del Nord, Columbia e Allentown Art Museum, Allentown
  - Nove Tendencije III, Muzej suvremene umjetnosti, Zagabria
- 1966 :
  - Art actuel en Italie, Casino municipal de Cannes, Cannes
  - Recent Acquisitions: Painting and Sculpture, Museum of Modern Art, New York
- 1967 : Lo spazio dell'immagine, Palazzo Trinci, Foligno
- 1969 : 
  - Nove Tendencije IV, Muzej suvremene umjetnosti, Zagabria
  - Mostra arte grafica contemporanea italiana, Melbourne
- 1976 : 
  - Xº Premio Nazionale di Pittura Città di Gallarate, L'arte di ispirazione scientifica e tecnologica, Museo arte Gallarate, Gallarate
  - Fifty years of italian graphics, National Centre for the Performing Arts, Bombay
- 1977 : Xª Quadriennale nazionale d'arte di Roma, La ricerca estetica dal 1960 al 1970, Palazzo delle Esposizioni, Roma
- 1978 : L’altro occhio di Polifemo, Galleria d'arte moderna di Bologna, Bologna
- 1984 : Arte programmata e cinetica 1953–1963. L’ultima avanguardia, Palazzo Reale, Milano
- 1995 : XLVIª Biennale internazionale d'arte, Appartamenti del Doge, Venezia
- 1996 : 
  - N & 0, Motus, etc, Museion, Bolzano e Galleria nazionale San Marino, San Marino
  - Opere Cinevisuali, Galleria nazionale d'arte moderna e contemporanea, Roma
- 1999 :
  - XIIIª Quadriennale nazionale d'arte di Roma, Proiezioni Duemila. Lo spazio delle arti visive nella civiltà multimediale, Palazzo delle Esposizioni, Roma
- 2001 : Luce movimento e programmazione 1958–1968, Kunsthalle Mannheim, Mannheim e Staatliches Museum Schwerin, Schwerin
- 2003 : 
  - La grande svolta anni ‘60, Palazzo della Ragione, Padova
  - Il mito della velocità – L’arte del movimento, dal futurismo alla video arte, Casa del Mantegna, Mantova
- 2004 : Zero 1958-1968. Tra Germania e Italia, Palazzo delle Papesse, Siena
- 2005 : 
  - IIª Biennale Internazionale d'Arte Contemporanea, A Second Sight, Národní galerie, Praga
  - L’oeil Moteur-art optique et cinetique 1950- 1975, Museo di arte moderna e contemporanea, Strasburgo
  - Un secolo d’arte Italiana. Lo sguardo del collezionista. Opere dalla fondazione VAF, Museo d'arte moderna e contemporanea di Trento e Rovereto, Rovereto
- 2006 : European Neoconstructivism of 1930- 1970, Museum of Modern Art, Mosca
- 2007 : Optic Nerve- Perceptual art of the ‘60s, Columbus Museum of Art, New York
- 2008 :
  - Rome – Open Painting, Zentrum für Kunst und Medientechnologie, Karlsruhe
  - bit international. [Nove] tendencije,  Zentrum für Kunst und Medientechnologie, Karlsruhe
- 2010 : A b c…: lettere in libertà, Museion, Bolzano
- 2011 : Edoer Agostini - Biennale d’Arte contemporanea di San Martino di Lupari, Musei civici di Treviso, Treviso
  - Arsenale. Grafica dalla collezione di MUSEION, Museion, Bolzano
- 2012 :
  - Quadratonomade, Palazzo delle Esposizioni, Roma
  - Stemperando: Vª Biennale internazionale di opere d'arte su carta, Biblioteca Nazionale Centrale di Roma, Roma
  - Programmare l’arte. Olivetti e le Neoavanguardie cinetiche, Negozio Olivetti, Venezia
- 2013: XLVIº Premio Vasto, Oltre l’immagine, Palazzo Aragona, Vasto
- 2015: Proportio, Palazzo Fortuny, Venezia
- 2016: Kunst in Europa 1945–1968, Zentrum für Kunst und Medientechnologie, Karlsruhe
- 2018: I Cinetici. Dino Gavina e il Centro Duchamp, Palazzo Zambeccari, Bologna
- 2022: L’occhio in gioco, Palazzo del Monte di Pietà Nuovo, Padova

### Personali
- 2008 : Edoardo Landi - Manfredo Massironi. Certezze e interrogativi, Palazzo della Loggia, Brescia

## Opere nelle collezioni
- Fustellato serie Flos - post 1975, olio su cartone, Collezione Civica comunale, Seregno
- Serie di 16 disegni - post 1960, tecniche varie su carta, Museion, Bolzano
- Rilievo dinamico - 1962, tecniche varie, Collezionde dell'ASAC, Venezia (con Alberto Biasi)
- Struttura visuale - 1962, tecniche varie su tela, Museo de Arte Contemporáneo de Buenos Aires, Buenos Aires, Argentina
- Geometrical Kinetic Variations - 1963, materiali vari, Museum of Modern Art, New York, Stati Uniti
- Unstable Perception - 1963, materiali vari, Museum of Modern Art, New York, Stati Uniti (col Gruppo N)
- Serie di 10 serigrafie - 1964, serigrafia, Rupert Museum, Stellenbosch, Sudafrica (con Alberto Biasi)
- Cineriflessione sferica variabile - 1967, materiali vari, Galleria nazionale d'arte moderna, Roma
- Riflessione sferica - 1967, materiali vari, Muzeum Sztuki, Łódź, Polonia
- Bianco su bianco - 1971, serigrafia su carta, Galleria nazionale d'arte moderna, Roma
- Bicinorifrazione cilindrica - 1976, materiali vari, Museo arte Gallarate, Gallarate